# Una muerte muy dulce
Una Muerte muy Dulce es el cuarto libro autobiográfico de la escritora francesa Simone de Beauvoir, fue publicado el año 1964 y narra desde una perspectiva personal la muerte de la madre de la autora, Françoise Brasseur.
Es reconocido como uno de los libros autobiográficos más importantes de De Beauvoir por la técnica apegada a la literalidad lo que presenta la enfermedad y muerte de la madre como una experiencia verídica cargada de momentos que sorprenden por su crudeza.

## Trama
Es una visión retrospectiva y reflexiva de las últimas semanas de vida de la madre enferma de la autora. Hace una crónica de un deterioro progresivo a medida que la paciente está siendo consumida por el cáncer. Incorpora flashbacks a episodios clave de la relación de la autora con su madre y el resto de la familia de Beauvoir.
A medida que la enfermedad transcurre, el lector es capaz de visualizar muchos de los problemas más habituales de las relaciones médico-paciente, enfermera-paciente y madre-hija. La narradora, una destacada escritora, construye imágenes vívidas del hospital desde la experiencia de primera mano.